# Comando Militar do Sudeste
O Comando Militar do Sudeste (CMSE) é um dos Comandos Militares do Brasil, com sede na cidade de São Paulo. É o comando enquadrante da 2.ª Região Militar e da 2.ª Divisão de Exército, ambas também sediadas em São Paulo, do Comando de Aviação do Exército, sediado em Taubaté, e da 1ª Brigada de Artilharia Antiaérea, sediada em Guarujá.

## Histórico
Em 24 de julho de 1946, foi criada a Zona Militar do Centro, com sede na capital de São Paulo, pelo Decreto-Lei nº 9.510. O comando era cumulativo com o da 2.ª Região Militar. Abrangia todos os Comandos e Forças com sede nos territórios dos estados de São Paulo, Mato Grosso e Minas Gerais.
No dia 28 de agosto de 1956, a Zona Militar do Centro recebeu a denominação de II Exército e passou a subordinar as tropas de São Paulo e Mato Grosso.
Em 1985, com a reestruturação do Exército Brasileiro, o Comando do II Exército passou a denominar-se Comando Militar do Sudeste (CMSE), abrangendo apenas o estado de São Paulo, em função de sua importância política e econômica.

## Organizações militares subordinadas

Estrutura do Comando Militar do Sudeste

- Comando Militar do Sudeste - São Paulo - SP
  - Comando do Comando Militar do Sudeste -  São Paulo - SP
    - 2º Batalhão de Polícia do Exército - Osasco - SP
    - 8º Batalhão de Polícia do Exército - São Paulo - SP
    - 2º Centro de Gestão de Contabilidade e Finanças do Exército - São Paulo - SP
    - 5º Centro de Telemática de Área - São Paulo - SP
    - Escola Preparatória de Cadetes do Exército - São Paulo - SP
    - Centro de Formação de Oficiais da Reserva/ Colégio Militar de São Paulo - São Paulo - SP
    - Arsenal de Guerra de São Paulo - São Paulo - SP
    - 3ª Companhia de Inteligência -  São Paulo - SP

  - 2.ª Região Militar -  São Paulo - SP
    - Comando da 2ª Região Militar - São Paulo - SP
    - Base de Administração e Apoio do Ibirapuera - São Paulo - SP
    - 2º Batalhão de Suprimento - São Paulo - SP
    - Comissão Regional de Obras da 2ª Região Militar - São Paulo - SP
    - Hospital Militar de Área de São Paulo - São Paulo - SP
    - 2ª Companhia de Transportes - São Paulo - SP
    - Base de Administração e Apoio do Sorocaba -  Sorocaba  - SP
    - Base de Administração e Apoio de Ribeirão Preto -  Ribeirão Preto - SP
    - Base de Administração e Apoio de Bauru - Bauru - SP

  - 2ª Divisão de Exército -  São Paulo - SP
    - Comando da 2ª Divisão do Exército - São Paulo - SP
    - Companhia de Comando da 2ª Divisão do Exército - São Paulo - SP
    - 2º Batalhão de Engenharia de Combate - Pindamonhangaba - SP
    - 12º Grupo de Artilharia de Campanha - Jundiaí - SP
    - 11ª Brigada de Infantaria Mecanizada – Campinas - SP
      - Comando da 11ª Brigada de Infantaria Mecanizada– Campinas - SP
      - Companhia de Comando da 11ª Brigada de Infantaria Mecanizada – Campinas - SP
      - 2° Batalhão de Infantaria Mecanizada- São Vicente - SP
      - 28.º Batalhão de Infantaria Mecanizado - Campinas - SP
      - 37º Batalhão de Infantaria Mecanizada- Lins - SP
      - 13º Regimento de Cavalaria Mecanizado - Pirassununga - SP
      - 2.º Grupo de Artilharia de Campanha - Itu - SP
      - 2º Batalhão Logístico - Campinas - SP
      - 2ª Companhia de Comunicações Mecanizada- Campinas - SP
      - 11ª Companhia de Engenharia Mecanizada – Pindamonhangaba - SP
      - 11º Pelotão de Polícia do Exército - Campinas - SP

    - 12ª Brigada de Infantaria Leve (Aeromóvel) - Caçapava - SP
      - Comando da 12ª Brigada de Infantaria Leve (Aeromóvel) – Caçapava - SP
      - Companhia de Comando da 12ª Brigada de Infantaria Leve (Aeromóvel) – Caçapava - SP
      - 4° Batalhão de Infantaria Leve - Osasco - SP
      - 5º Batalhão de Infantaria Leve - Lorena - SP
      - 6º Batalhão de Infantaria Leve - Caçapava - SP
      - 20º Grupo de Artilharia de Campanha Leve - Barueri - SP
      - 22º Batalhão Logístico Leve - Barueri - SP
      - 1º Esquadrão de Cavalaria Leve - Valença - RJ
      - 5ª Bateria de Artilharia Antiaérea Leve - Osasco - SP
      - 12ª Companhia de Engenharia de Combate Leve – Pindamonhangaba - SP
      - 12ª Companhia de Comunicações Leve - Caçapava - SP
      - 12º Pelotão de Polícia do Exército - Caçapava - SP

  - Comando de Aviação do Exército – Taubaté - SP
    - Comando do Comando de Aviação do Exército - Taubaté - SP
    - Base de Aviação de Taubaté - Taubaté - SP
    - 1º Batalhão de Aviação do Exército - Taubaté - SP
    - 2º Batalhão de Aviação do Exército - Taubaté - SP
    - Batalhão de Manutenção e Suprimento de Aviação do Exército - Taubaté - SP
    - Centro de Instrução de Aviação do Exército - Taubaté - SP
    - Companhia de Comunicações de Aviação do Exército - Taubaté - SP
    - Centro de Medicina de Aviação do Exército - Taubaté - SP

  - Comando de Defesa Antiaérea do Exército - Guarujá - SP
    - Comando do Comando de Defesa Antiaérea do Exército - Guarujá - SP
    - Bateria Comando do Comando de Defesa Antiaérea do Exército - Guarujá - SP
    - 1º Grupo de Artilharia Antiaérea – Rio de Janeiro - RJ
    - 2º Grupo de Artilharia Antiaérea - Praia Grande - SP
    - 3º Grupo de Artilharia Antiaérea - Caxias do Sul - RS
    - 4º Grupo de Artilharia Antiaérea – Sete Lagoas - MG
    - 11° Grupo de Artilharia Antiaérea – Brasília - DF
    - 12º Grupo de Artilharia Antiaérea de Selva – Manaus - AM
    - Batalhão de Manutenção e Suprimentos de Defesa Antiaérea do Exército - Osasco - SP

## Comandantes
Dentre seus 51 comandantes, destacam-se figuras notáveis como os Ministros e Comandantes do Exército Newton Estillac Leal, Odylio Denys, Nelson de Mello, Amaury Kruel, Carlos Tinoco Ribeiro Gomes, Francisco Roberto de Albuquerque e Tomás Ribeiro Paiva; os Ministros Chefes do Estado-Maior das Forças Armadas Anor Teixeira dos Santos, Arthur Hescket Hall, Osvaldo de Araújo Mota, Pery Constant Bevilacqua e Jonas de Morais Correia Neto; um dos Generais integrantes da Força Expedicionária Brasileira Olympio Falconière da Cunha; o antigo Chefe do Estado-Maior do Exército e atual Ministro-Chefe do Gabinete de Segurança Institucional da Presidência da República, Marcos Antonio Amaro dos Santos, e o ex-Secretário de Segurança Pública de São Paulo João Camilo Pires de Campos.

### Zona Militar do Centro (1946 a 1956)
| Número | Nome                                                            | Foto | Início                  | Fim                     |
| ------ | --------------------------------------------------------------- | ---- | ----------------------- | ----------------------- |
| 1      | General de Divisão Milton de Freitas Almeida                    |      | 2 de abril de 1946      | 16 de setembro de 1946  |
| 2      | General de Divisão Renato Paquet                                |      | 16 de novembro de 1946  | 7 de setembro de 1947   |
| 3      | General de Divisão Pedro de Alcantara Cavalcanti de Albuquerque |      | 6 de dezembro de 1947   | 1 de dezembro de 1948   |
| 4      | General de Divisão Renato Paquet                                |      | 11 de dezembro de 1948  | 11 de fevereiro de 1949 |
| 5      | General de Divisão Odylio Denys                                 |      | 21 de fevereiro de 1949 | 3 de abril de 1950      |
| 6      | General de Divisão Anor Teixeira dos Santos                     |      | 20 de abril de 1950     | 13 de junho de 1951     |
| 7      | General de exército Milton de Freitas Almeida                   |      | 13 de junho de 1951     | 4 de março de 1953      |
| 8      | General de exército Anor Teixeira dos Santos                    |      | 29 de maio de 1953      | 24 de abril de 1954     |
| 9      | General de exército Newton Estillac Leal                        |      | 24 de abril de 1954     | 2 de setembro de 1954   |
| 10     | General de exército Olympio Falconière da Cunha                 |      | 2 de setembro de 1954   | 28 de agosto de 1956    |

### II Exército (1956 a 1985)
| Número | Nome                                                    | Foto | Início                 | Fim                    |
| ------ | ------------------------------------------------------- | ---- | ---------------------- | ---------------------- |
| 10     | General de exército Olympio Falconière da Cunha         |      | 28 de agosto de 1956   | 24 de novembro de 1956 |
| 11     | General de exército Arthur Hescket Hall                 |      | 20 de dezembro de 1956 | 6 de março de 1958     |
| 12     | General de exército Aristóteles Souza Dantas            |      | 22 de março de 1958    | 25 de novembro de 1958 |
| 13     | General de exército Stenio Caio de Albuquerque Lima     |      | 25 de novembro de 1958 | 7 de julho de 1961     |
| 14     | General de exército Osvaldo de Araújo Mota              |      | 21 de julho de 1961    | 9 de outubro de 1961   |
| 15     | General de exército Nelson de Mello                     |      | 9 de outubro de 1961   | 16 de julho de 1962    |
| 16     | General de exército Pery Constant Bevilacqua            |      | 11 de setembro de 1962 | 7 de dezembro de 1963  |
| 17     | General de exército Amaury Kruel                        |      | 17 de dezembro de 1963 | 9 de agosto de 1966    |
| 18     | General de exército Jurandyr de Bizarria Mamede         |      | 19 de outubro de 1966  | 28 de abril de 1967    |
| 19     | General de exército Syseno Sarmento                     |      | 28 de abril de 1967    | 7 de maio de 1968      |
| 20     | General de exército Manoel Rodrigues de Carvalho Lisboa |      | 7 de maio de 1968      | 4 de abril de 1969     |
| 21     | General de exército José Canavarro Pereira              |      | 2 de maio de 1969      | 5 de janeiro de 1971   |
| 22     | General de exército Humberto de Souza Mello             |      | 7 de janeiro de 1971   | 7 de janeiro de 1974   |
| 23     | General de exército Ednardo D'Ávila Mello               |      | 7 de janeiro de 1974   | 20 de janeiro de 1976  |
| 24     | General de exército Dilermando Gomes Monteiro           |      | 23 de janeiro de 1976  | 7 de dezembro de 1978  |
| 25     | General de exército José Fragomeni                      |      | 10 de janeiro de 1979  | 23 de julho de 1979    |
| 26     | General de exército Milton Tavares de Souza             |      | 31 de agosto de 1979   | 21 de junho de 1981    |
| 27     | General de exército Sérgio de Ary Pires                 |      | 10 de setembro de 1981 | 4 de maio de 1984      |
| 28     | General de exército Sebastião José Ramos de Castro      |      | 4 de maio de 1984      | 15 de outubro de 1985  |

### Comando Militar do Sudeste (1985–atualidade)
| Número | Nome                                                    | Foto | Início                 | Fim                     |
| ------ | ------------------------------------------------------- | ---- | ---------------------- | ----------------------- |
| 28     | General de exército Sebastião José Ramos de Castro      |      | 15 de outubro de 1985  | 8 de janeiro de 1987    |
| 29     | General de exército Ivan Dentice Linhares               |      | 8 de janeiro de 1987   | 6 de maio de 1988       |
| 30     | General de exército Jonas de Morais Correia Neto        |      | 6 de maio de 1988      | 21 de dezembro de 1989  |
| 31     | General de exército Carlos Tinoco Ribeiro Gomes         |      | 21 de dezembro de 1989 | 22 de fevereiro de 1990 |
| 32     | General de exército Pedro Luiz de Araújo Braga          |      | 4 de maio de 1990      | 4 de maio de 1991       |
| 33     | General de exército Carlos Arcoverde de Freitas Almeida |      | 4 de maio de 1991      | 6 de janeiro de 1995    |
| 34     | General de exército Paulo Neves de Aquino               |      | 6 de janeiro de 1995   | 14 de janeiro de 1997   |
| 35     | General de exército Joubert de Oliveira Brízida         |      | 14 de janeiro de 1997  | 25 de agosto de 1998    |
| 36     | General de exército Licínio Nunes de Miranda Filho      |      | 25 de agosto de 1998   | 16 de maio de 2000      |
| 37     | General de exército Arby Ilgo Rech                      |      | 16 de maio de 2000     | 9 de maio de 2001       |
| 38     | General de exército Francisco Roberto de Albuquerque    |      | 9 de maio de 2001      | 30 de dezembro de 2002  |
| 39     | General de exército Sérgio Pereira Mariano Cordeiro     |      | 31 de janeiro de 2003  | 13 de abril de 2005     |
| 40     | General de exército Luiz Edmundo Maia de Carvalho       |      | 13 de abril de 2005    | 13 de abril de 2007     |
| 41     | General de exército Antônio Gabriel Esper               |      | 13 de abril de 2007    | 15 de abril de 2010     |
| 42     | General de exército João Carlos Vilela Morgero          |      | 15 de abril de 2010    | 16 de março de 2011     |
| 43     | General de exército Adhemar da Costa Machado Filho      |      | 16 de março de 2011    | 24 de abril de 2014     |
| 44     | General de exército João Camilo Pires de Campos         |      | 24 de abril de 2014    | 28 de agosto de 2015    |
| 45     | General de exército Mauro Cesar Lourena Cid             |      | 28 de agosto de 2015   | 5 de maio de 2017       |
| 46     | General de exército João Camilo Pires de Campos         |      | 5 de maio de 2017      | 3 de maio de 2018       |
| 47     | General de exército Luiz Eduardo Ramos Baptista Pereira |      | 3 de maio de 2018      | 3 de julho de 2019      |
| 48     | General de exército Marcos Antonio Amaro dos Santos     |      | 3 de julho de 2019     | 28 de abril de 2020     |
| 49     | General de exército Eduardo Antonio Fernandes           |      | 28 de abril de 2020    | 15 de abril de 2021     |
| 50     | General de exército Tomás Miguel Miné Ribeiro Paiva     |      | 15 de abril de 2021    | 25 de janeiro de 2023   |
| 51     | General de exército Guido Amin Naves                    |      | 17 de abril de 2023    | -                       |